# يونيو
- السبت
- الأحد
- الاثنين
- الثلاثاء
- الأربعاء
- الخميس
- الجمعة

- 314 ذو الحجة 1446  هـ
- 15 ذو الحجة 1446  هـ
- 26 ذو الحجة 1446  هـ
- 37 ذو الحجة 1446  هـ
- 48 ذو الحجة 1446  هـ
- 59 ذو الحجة 1446  هـ
- 610 ذو الحجة 1446  هـ
- 711 ذو الحجة 1446  هـ
- 812 ذو الحجة 1446  هـ
- 913 ذو الحجة 1446  هـ
- 1014 ذو الحجة 1446  هـ
- 1115 ذو الحجة 1446  هـ
- 1216 ذو الحجة 1446  هـ
- 1317 ذو الحجة 1446  هـ
- 1418 ذو الحجة 1446  هـ
- 1519 ذو الحجة 1446  هـ
- 1620 ذو الحجة 1446  هـ
- 1721 ذو الحجة 1446  هـ
- 1822 ذو الحجة 1446  هـ
- 1923 ذو الحجة 1446  هـ
- 2024 ذو الحجة 1446  هـ
- 2125 ذو الحجة 1446  هـ
- 2226 ذو الحجة 1446  هـ
- 2327 ذو الحجة 1446  هـ
- 2428 ذو الحجة 1446  هـ
- 2529 ذو الحجة 1446  هـ
- 261 محرم 1447  هـ
- 272 محرم 1447  هـ
- 283 محرم 1447  هـ
- 294 محرم 1447  هـ
- 305 محرم 1447  هـ
- 16 محرم 1447  هـ
- 27 محرم 1447  هـ
- 38 محرم 1447  هـ
- 49 محرم 1447  هـ

- يناير
- فبراير
- مارس
- أبريل
- مايو
- يونيو
- يوليو
- أغسطس
- سبتمبر
- أكتوبر
- نوفمبر
- ديسمبر

يونيو هو الشهر السادس في السنة في التقويم الجريجوري وأحد الأربعة شهور التي تتكون من 30 يوم، يسمى في العراق وبلاد الشام حزيران، وأحياناً في مصر يونْيَه، وفي تونس والجزائر جوان.
يبدأ يونيو (في علم التنجيم) عندما تكون الشمس في برج الجوزاء وينتهي في برج السرطان. وفلكيا، عندما تبدأ الشمس في برج الثور وتنتهى في برج الجوزاء.
وتم تسمية الشهر طبقا للآلهة الرومانية جونو, زوجة جوبيتر. وفي التقويم الياباني يسمى مينازوكي (水無月). وفي اللغة الفنلندية يسمي الشهر كيساكو والذي يعنى شهر الصيف.
لا يبدأ أي شهر آخر من أي عام في نفس اليوم من الأسبوع مثل يونيو: هذا الشهر ومايو هما الشهران الوحيدان اللذان يتسمان بهذه السمة.  ينتهي شهر يونيو في نفس اليوم من الأسبوع مثل مارس من كل عام، إذ يفصل بينهما 13 أسبوعًا (91 يومًا) بالضبط.
في السنوات البسيطة يبدأ شهر يونيو في نفس يوم الأسبوع مثل سبتمبر وديسمبر من العام السابق، وفي السنوات الكبيسة مثل أبريل ويوليو من العام السابق. في السنوات البسيطة ينتهي شهر يونيو في نفس اليوم من الأسبوع مثل سبتمبر من العام السابق، وفي السنوات الكبيسة مثل أبريل وديسمبر من العام السابق.
يبدأ شهر يونيو من كل عام في نفس اليوم من الأسبوع مثل فبراير من العام التالي، حيث يفصل بين اليومين الأولين لكل منهما 35 أسبوعًا (245 يومًا) تمامًا. في السنوات التي تسبق السنوات البسيطة مباشرة يبدأ شهر يونيو في نفس اليوم من الأسبوع مثل مارس ونوفمبر من العام التالي، وفي السنوات التي تسبق السنوات الكبيسة مباشرةً، مثل أغسطس من العام التالي. في السنوات التي تسبق السنوات البسيطة مباشرةً ينتهي شهر يونيو في نفس اليوم من الأسبوع مثل أغسطس ونوفمبر من العام التالي، وفي السنوات التي تسبق السنوات الكبيسة مباشرةً مثل مايو من العام التالي.
شهر يونيو هو أحد شهرين يحدث فيهما انقلاب الشمس (الشهر الآخر هو ديسمبر)، وفي هذا الشهر يتحول مدار السرطان في نصف الكرة الشمالي نحو الشمس مما يعني أن 20 يونيو أو 21 يونيو هو  الانقلاب الصيفي الشمالي والانقلاب الشتوي الجنوبي. هذا يعني أن هذا التاريخ سيكون له أكثر ضوء نهار في أي يوم في نصف الكرة الشمالي والأقل في نصف الكرة الجنوبي. هناك 24 ساعة من ضوء النهار في القطب الشمالي و 24 ساعة من الظلام في القطب الجنوبي.

## أحداث يونيو
- الإثنين الأول في يونيو أحد الأعياد الرسمية في جمهورية أيرلندا, وفي التقويم الأيرلندي يسمي الشهر مايثيام (Meitheamh) ويبدأ موسم الصيف في منتصف الشهر.
- يحدث الانقلاب الشمسي، يبدأ الصيف في النصف الشمالي، ويبدأ الشتاء في النصف الجنوبي تقريبا في 21 يونيو. وفي عجلة الزمن الوثنية يكون فصل الصيف هو وقت ليثا، ووقت الشتاء هو وقت يولا
- يتم الاحتفال بمنتصف الصيف في السويد في الجمعة الثالثة من يونيو.
- يتم الاحتفال بيوم الأب في بلجيكا في الأحد الثاني من يونيو في كل من: الولايات المتحدة، المملكة المتحدة، هولندا، أيرلندا، كندا، في الأحد الثالث من يونيو.
- تقع معظم احتفالات مهرجان ورود بورتلاند
- يتم الاحتفال بعيد سان جين بابتيستي في 24 يونيو وهو من الأعياد المهمة في منطقة الكيبك.
- يتم الاحتفال بملبنة (مصنع الألبان) شهر يونيو في ويسكونسين لأفضل ملبنة من حيث لوفرة وجودة المنتجات.

يتم الاحتفال بيوم البيئة العالمي في 5 يونيو.
يتم الاحتفال باليوم العالمي للمحيطات في 8 يونيو.
يتم الاحتفال بعيد ميلاد الملكة الرسمي في نيوزيلندا وجزر كوك وأستراليا الغربية في 1 يونيو.
يتم الاحتفال بيوم أستراليا الغربية في 1 يونيو
يتم الاحتفال بيوم الجري العالمي في 3 يونيو
يتم الاحتفال باليوم العالمي للدراجات في 3 يونيو
يتم الاحتفال بعيد العمال في جزر البهاما في 5 يونيو
يتم الاحتفال بيوم القوات المسلحة في كندا في 7 يونيو
يتم الاحتفال بيوم الطفل في الولايات المتحدة في 7 يونيو
يتم الاحتفال بعيد الأب في ليتوانيا وسويسرا في 7 يونيو
يتم الاحتفال باليوم الوطني للناجين من مرض السرطان في الولايات المتحدة في 7 يونيو
يتم الاحتفال بيوم المعلم في المجر في 7 يونيو
يتم الاحتفال بيوم البحارة في أيسلندا في 7 يونيو
عيد ميلاد الملكة الرسمي في بابوا غينيا الجديدة وجزر سليمان وأستراليا باستثناء أستراليا الغربية، يتم الاحتفال به في 8 يونيو
يتم الاحتفال بيوم التراث الثقافي الصيني في الصين في 13 يونيو
يتم الاحتفال بعيد ميلاد الملكة الرسمي في المملكة المتحدة في 13 يونيو
يتم الاحتفال بيوم الأنهار الكندية في 14 يونيو
يتم الاحتفال بعيد الأب في النمسا وبلجيكا في 14 يونيو
يتم الاحتفال بعيد الأم في لوكسمبورغ في 14 يونيو
يتم الاحتفال بعيد ميلاد الملكة الرسمي في جزيرة نورفولك في 15 يونيو
يتم الاحتفال باليوم الدولي لركوب الأمواج في 20 يونيو
يتم الاحتفال باليوم العالمي لليوجا في 20 يونيو
يتم الاحتفال باليوم العالمي للموسيقى في 20 يونيو
عيد الأب في أفغانستان وألبانيا وأنتيغوا وباربودا والأرجنتين وأروبا وجزر البهاما والبحرين وبنغلاديش وبربادوس وبليز وبرمودا وبروناي وكمبوديا وكندا وتشيلي وكولومبيا وكوستاريكا وكوبا وكوراساو وقبرص وجمهورية التشيك وجمهورية الدومينيكان  والإكوادور وإثيوبيا وفرنسا وغانا واليونان وغواتيمالا وغيانا وهونغ كونغ والمجر والهند وأيرلندا وجامايكا واليابان وكينيا وكوسوفو والكويت ولاوس وماكاو ومدغشقر وماليزيا وجزر المالديف ومالطا وموريشيوس والمكسيك وموزمبيق وناميبيا وهولندا ونيجيريا وعمان وباكستان وبنما وباراغواي وجمهورية الصين الشعبية وبيرو والفلبين وقطر وسانت لوسيا وسانت فنسنت وجزر غرينادين والمملكة العربية السعودية وسنغافورة وسلوفاكيا وجنوب أفريقيا وسريلانكا وسورينام  وترينيداد وتوباغو وتونس وتركيا ، المملكة المتحدة ، الولايات المتحدة ، فنزويلا وفيتنام وزامبيا وزيمبابوي يتم الاحتفال به في 21 يونيو.
يتم الاحتفال بيوم القوات المسلحة في المملكة المتحدة في 27 يونيو
يتم الاحتفال بيوم المخترعين في روسيا في 27 يونيو
يتم الاحتفال بيوم المحاربين القدامى في هولندا في 27 يونيو
يتم الاحتفال بعيد الأب في هايتي في 28 يونيو
يتم الاحتفال بعيد الأم في كينيا في 28 يونيو

## الأحداث التاريخية
1 يونيو 1794: الحروب الثورية الفرنسية: خاضت معركة أول يونيو، وهي أول اشتباك بحري بين بريطانيا وفرنسا.
2 يونيو 1953: تتويج الملكة إليزابيث الثانية ملكة المملكة المتحدة.
5 يونيو 1837: تأسست هيوستن من قبل جمهورية تكساس.
6 يونيو 1844: تأسست جمعية الشبان المسيحيين في لندن.
7 يونيو 1942: الحرب العالمية الثانية: انتهت معركة ميدواي بالنصر الأمريكي.
8 يونيو 1949: تم نشر كتاب جورج أورويل 1984.
9 يونيو 1944: الحرب العالمية الثانية: مذبحة تول
10 يونيو 2003: تم إطلاق المسبار سبيريت لمهمة ناسا لاستكشاف المريخ
11 يونيو 2010: كأس العالم 2010
12 يونيو 2018: قمة كوريا الشمالية والولايات المتحدة 2018
13 يونيو 1983: أصبح بايونير 10 أول جسم من صنع الإنسان يغادر النظام الشمسي المركزي

## نبذات
- زهرة يونيو هي الوردة.
- حجر يونيو هو اللؤلؤ, الأليكسندرايت.